# Andrée Vaurabourg
Andrée Louise Vaurabourg-Honegger, también conocida como Andrée Vaurabourg (Toulouse, 8 de septiembre de 1894-Saint-Maur-des-Fossés, 18 de julio de 1980), fue una pianista y pedagoga francesa en el mundo de la música.

## Biografía
Vaurabourg estudió piano en el Conservatorio de París, recibiendo primer premio en contrapunto. Fue concertista, intérprete y profesora de música, siendo alumnos suyos de contrapunto  Pierre Boulez, Serge Garant, Roger Matton y Paul Méfano, entre otros. 
Interpretó a menudo al piano las obras del compositor suizo Arthur Honegger, que fue su marido. Consta  en la Bibliothèque Nationale de France (Biblioteca Nacional de Francia) su correspondencia con músicos y personajes notables del mundo musical, como Francis Poulenc, Ida Rubinstein, Jean-Louis Barrault, etc., y los actos y conciertos musicales en los que participó a lo largo de su carrera.
Su papel en el desarrollo de la música de su tiempo es descrito en unos de los capítulos del manuscrito de Simone Plé Le Rôle des femmes dans les carrières musicales (El papel de las mujeres en las carreras musicales), un conjunto de información sobre mujeres que influyeron en la creación de una cultura musical en el siglo XX.

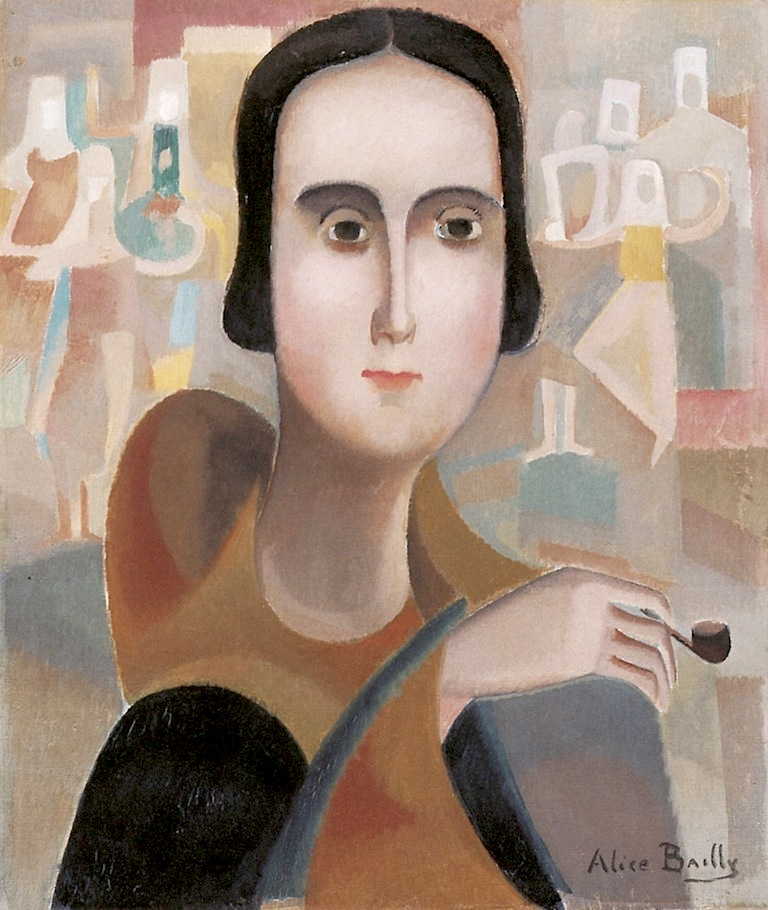
Mujer joven con Pipa (Andrée Vaurabourg), 1920, obra de Alice Bailly
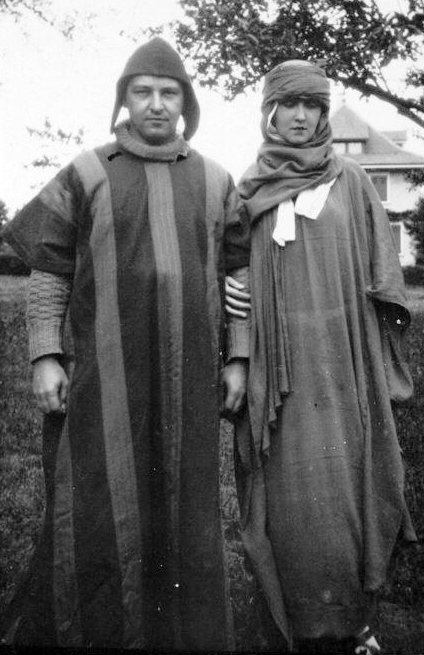
Arthur Honegger y Vaurabourg con el vestuario para la ópera de Honneger Judith en Mézières, Switzerland, in 1925
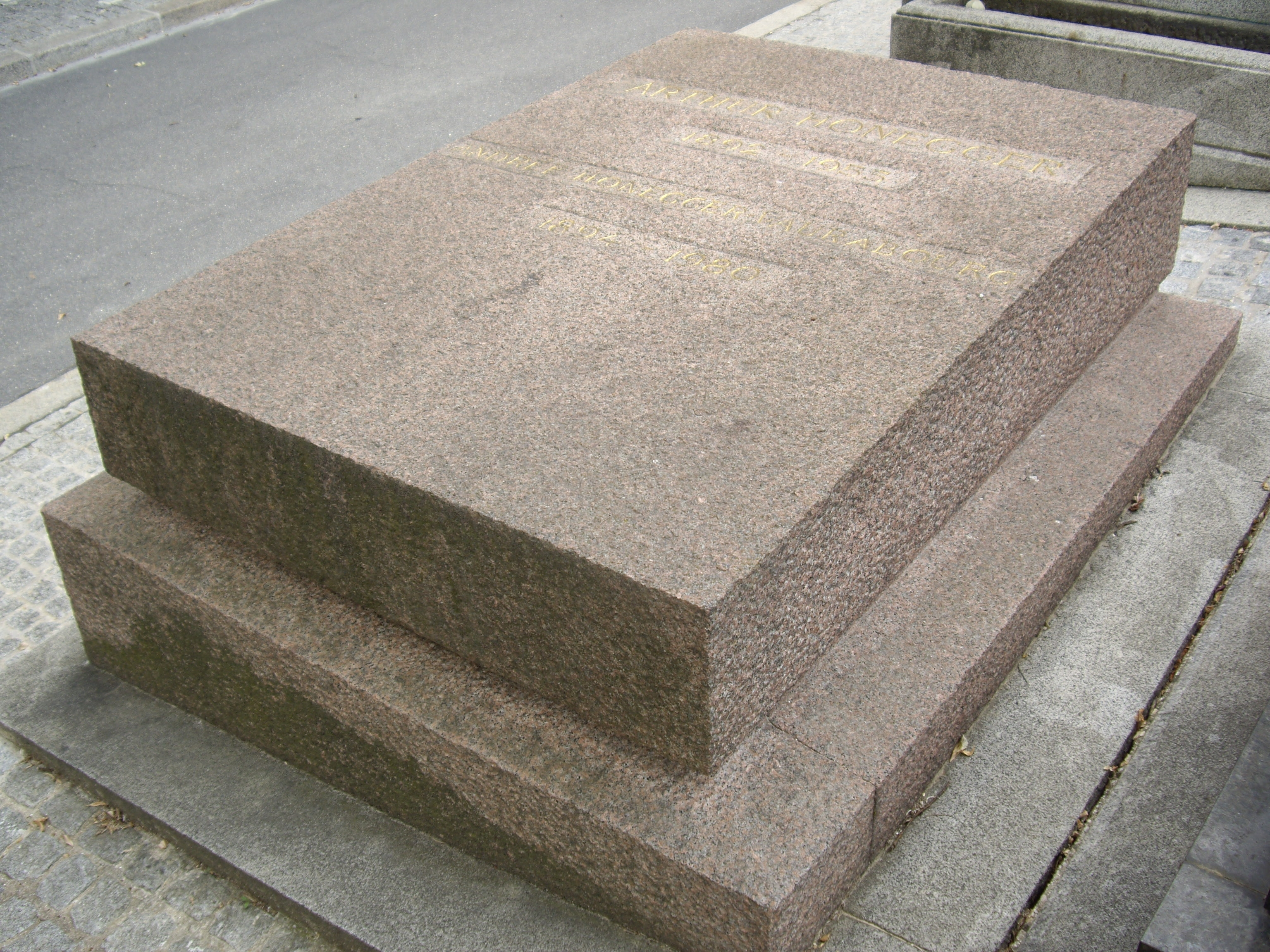
Tumba de Arthur Honegger y Andrée Vaurabourg, Cementerio San Vicente, Paris